# Mondher Kebaier
Mondher Kebaier (arabe : منذر الكبير), né le 2 avril 1970 à Bizerte, est un footballeur tunisien, reconverti en entraîneur.

## Carrière

### Joueur
Durant sa carrière, il évolue au poste de défenseur. Il a notamment joué au sein du Club athlétique bizertin.

### Entraîneur

#### Parcours
Mondher Kebaier commence sa carrière d'entraineur en 1998 à l'Association sportive de Djerba. Une dizaine d'années plus tard, après d'autres expériences en Tunisie, il prend les rênes du club de l'Étoile sportive du Sahel. En 2013, il remporte le titre de la coupe de Tunisie avec le Club athlétique bizertin.
En août 2019, il devient le sélectionneur de l'équipe nationale tunisienne. Toutefois, en janvier 2022, il est limogé à la suite de l'élimination de la Tunisie en quart de finale lors de la Coupe d'Afrique des nations au Cameroun.
Le 24 septembre 2022, il est nommé nouvel entraîneur du Raja Club Athletic après le départ précoce de son compatriote Faouzi Benzarti. Le lendemain, il joue son premier match amical face à l'Olympique de Khouribga (victoire 3-0).
Son premier match officiel est disputé le 30 septembre face au Chabab Mohammédia et se termine sur un score vierge (0-0). Le 7 juin 2023, le club annonce mettre fin au contrat de Mondher Kebaier à cause des absences répétées et non justifiées du technicien tunisien des entraînements et ce depuis le 29 mai, une situation qui enfreint les clauses du contrat liant les deux parties.

#### Clubs
- 1998-1999 : Association sportive de Djerba (Tunisie)
- 2004-2005 : Avenir sportif de Kasserine (Tunisie)
- octobre 2010-octobre 2011 : Étoile sportive du Sahel (Tunisie)
- juin 2012-février 2013 : Étoile sportive du Sahel (Tunisie)
- mars-décembre 2013 : Club athlétique bizertin (Tunisie)
- février-juin 2014 : Club africain (Tunisie)
- juillet 2014-juin 2016 : Avenir sportif de La Marsa (Tunisie)
- janvier-février 2018 : Espérance sportive de Tunis (Tunisie)
- août 2019-janvier 2022 : Équipe de Tunisie[7],[8],[9],[10]
- septembre 2022-juin 2023 : Raja Club Athletic (Maroc)
- février-mai 2024 : Club africain (Tunisie)[11],[12]

## Palmarès d'entraîneur
- Étoile sportive du Sahel (1) :
  - Vice-champion de Tunisie en 2011
  - Finaliste de la coupe de Tunisie en 2011
- Club athlétique bizertin (1) :
  - Vainqueur de la coupe de Tunisie en 2013
- Équipe de Tunisie (0) :
  - Finaliste de la Coupe arabe des nations en 2021[13],[14]